# Festival di Berlino 1997
La 47ª edizione del Festival internazionale del cinema di Berlino si è svolta a Berlino dal 13 al 24 febbraio 1997, con lo Zoo Palast come sede principale. Direttore del festival è stato per il diciottesimo anno Moritz de Hadeln.
L'Orso d'oro è stato assegnato al film statunitense Larry Flynt - Oltre lo scandalo di Miloš Forman.
L'Orso d'oro alla carriera è stato assegnato all'attrice Kim Novak mentre la Berlinale Kamera è stata assegnata all'attrice Lauren Bacall, alla regista, attrice e produttrice Ann Hui, all'attore Armin Mueller-Stahl e al produttore e sceneggiatore Franz Seitz Jr..
Il festival è stato aperto dal film in concorso Il senso di Smilla per la neve di Bille August ed è stato chiuso da The Comedian di Christian de Chalonge, proiettato fuori concorso.
La retrospettiva di questa edizione è stata dedicata al cineasta austriaco Georg Wilhelm Pabst.

## Giurie

### Giuria internazionale
- Jack Lang, presidente del Premio Europa per il teatro (Francia) - Presidente di giuria[6]
- Ning Ying, regista (Cina)
- Hark Bohm, attore, regista, sceneggiatore e produttore (Germania)
- Humberto Solás, regista e sceneggiatore (Cuba)
- Bolesław Michałek, sceneggiatore e critico cinematografico (Polonia)
- Per Holst, produttore (Danimarca)
- Fred Gronich, dirigente della MPAA (Stati Uniti)
- David Hare, regista, sceneggiatore e drammaturgo (Regno Unito)
- Férid Boughedir, regista e sceneggiatore (Tunisia)
- Maggie Cheung, attrice e modella (Hong Kong)
- Marianne Sägebrecht, attrice (Germania)

### Kinderjury
I premi riservati alla sezione Kinderfilmfest sono stati assegnati da una giuria composta da membri di età compresa tra 11 e 14 anni, selezionati dalla direzione del festival attraverso questionari inviati l'anno precedente.

## Selezione ufficiale

### In concorso
- 4 giorni a settembre (O Que É Isso, Companheiro?), regia di Bruno Barreto (Brasile, USA)
- Amare per sempre (In Love and War), regia di Richard Attenborough (USA)
- Äventyrspizza, regia di Eva Lindström (Svezia)
- Bus in viaggio (Get on the Bus), regia di Spike Lee (USA)
- Du zéro des arènes, regia di Isabelle Faivre (Francia)
- Il fiume (He liu), regia di Tsai Ming-liang (Taiwan)
- Genealogia di un crimine (Généalogies d'un crime), regia di Raúl Ruiz (Francia, Portogallo)
- Ikarosz, regia di Géza M. Tóth (Ungheria)
- L'isola in via degli Uccelli (The Island on Bird Street), regia di Søren Kragh-Jacobsen (Danimarca, Regno Unito, Germania, Francia)
- Larry Flynt - Oltre lo scandalo (The People vs. Larry Flynt), regia di Miloš Forman (USA)
- Late at Night, regia di Stefanie Jordan, Stefanie Saghri e Claudia Zoller (Germania)
- Das Leben ist eine Baustelle, regia di Wolfgang Becker (Germania)
- Leneged Einayim Ma'araviyot, regia di Joseph Pitchhadze (Israele)
- Lucie Aubrac - Il coraggio di una donna (Lucie Aubrac), regia di Claude Berri (Francia)
- Mai fu, regia di Huang Jianxin e Yang Yazhou (Cina)
- Malraux, regia di Raymond Depardon e Roger Ikhlef (Francia)
- Panna Nikt, regia di Andrzej Wajda (Polonia)
- Il paziente inglese (The English Patient), regia di Anthony Minghella (USA, Regno Unito)
- Port Djema, regia di Eric Heumann (Francia, Italia, Grecia)
- Romeo + Giulietta di William Shakespeare (Romeo + Juliet), regia di Baz Luhrmann (USA)
- Rosewood, regia di John Singleton (USA)
- Rusalka, regia di Aleksandr Petrov (Russia)
- La seduzione del male (The Crucible), regia di Nicholas Hytner (USA)
- Segreti del cuore (Secretos del corazón), regia di Montxo Armendáriz (Francia, Portogallo, Spagna)
- Senaste Nytt, regia di Per Carleson (Svezia)
- Il senso di Smilla per la neve (Smilla's Sense of Snow), regia di Bille August (Danimarca, Germania, Svezia)
- Se qing nan nu, regia di Yee Tung-Shing (Hong Kong)
- Setouchi Moonlight Serenade, regia di Masahiro Shinoda (Giappone)
- The Strings, regia di Ivan Maksimov (Russia)
- Territorio Comanche, regia di Gerardo Herrero (Spagna, Francia, Germania, Argentina)
- Tre piccoli omicidi (Tri istorii), regia di Kira Muratova (Russia, Ucraina)
- Twin Town, regia di Kevin Allen (Regno Unito)
- Wo ai chu fang, regia di Yim Ho (Hong Kong, Giappone)
- Yellow, regia di Simon Beaufoy e Bille Eltringham (Regno Unito)

### Fuori concorso
- Le comédien, regia di Christian de Chalonge (Francia)
- Le jour et la nuit, regia di Bernard-Henri Lévy (Francia, Spagna, Belgio, Canada, Messico)
- Mars Attacks!, regia di Tim Burton (USA)
- Mein Herz - Niemandem!, regia di Helma Sanders-Brahms (Germania)

### Proiezioni speciali
- La donna che visse due volte (Vertigo), regia di Alfred Hitchcock (USA)
- Level Five, regia di Chris Marker (Francia)
- Il vaso di Pandora (Die Büchse der Pandora), regia di Georg Wilhelm Pabst (Germania)

### Panorama
- Abendbrot, regia di Sören Voigt (Germania)
- A Jin de gu shi, regia di Ann Hui (Hong Kong)
- All Over Me, regia di Alex Sichel (USA)
- Dans la décapotable, regia di Merzak Allouache (Francia)
- Angustia, regia di Claudia Morgado (Canada)
- Another Goddamn Benefit, regia di Marc Huestis (USA)
- Arresting Gena, regia di Hannah Weyer (USA)
- Asaltar los cielos, regia di José Luis López-Linares e Javier Rioyo (Spagna)
- Der beste Film der Welt, regia di anonimo (Germania)
- Bicycle, regia di Jonah Kaplan (USA)
- A Bit of Scarlet, regia di Andrea Weiss (Regno Unito)
- Blond bis aufs Blut, regia di Lothar Lambert (Germania)
- Boot Camp, regia di John Scott Matthews (USA)
- Bubblegum, regia di Peter Strickland (USA)
- Chester, Jones V'Ani, regia di Aviv Ma'aravi (Israele)
- Chocolate Babies, regia di Stephen Winter (USA)
- Christmas Oratorio - Oratorio di Natale (Juloratoriet), regia di Kjell-Åke Andersson (Svezia)
- City After Dark, regia di Ishmael Bernal (Filippine)
- Dangan ranna, regia di Sabu (Giappone)
- Denk ich an Deutschland - Das Wispern im Berg der Dinge, regia di Michael Althen e Dominik Graf (Germania)
- The Designated Mourner, regia di David Hare (Regno Unito)
- Diversions, regia di Peggy Bruen (USA)
- Ein Shemot Al Hadlatot, regia di Nadav Levitan (Israele)
- Familia, regia di Fernando León de Aranoa (Spagna)
- Franciska vasárnapjai, regia di Sándor Simó (Ungheria)
- Frantz Fanon: Black Skin, White Mask, regia di Isaac Julien (Regno Unito)
- Fred, regia di Pierre Jolivet (Francia)
- Gespräch mit dem Biest, regia di Armin Mueller-Stahl (Germania)
- La grande quercia, regia di Paolo Bianchini (Italia)
- Grazie, signora Thatcher (Brassed Off), regia di Mark Herman (Regno Unito, USA)
- Haksaeng bukgun shinwi, regia di Park Cheol-su (Corea del Sud)
- Heldinnen der Liebe, regia di Lily Besilly e Nathalie Percillier (Germania)
- Hide and Seek, regia di Su Friedrich (USA)
- Imena, regia di Maxim Yacoubson (Russia)
- In cerca di Amy (Chasing Amy), regia di Kevin Smith (USA)
- I Was a Jewish Sex Worker, regia di Phillip B. Roth (USA)
- Jodie: An Icon, regia di Pratibha Parmar (Regno Unito)
- Jump the Gun, regia di Les Blair (Sudafrica)
- Kavafis, regia di Yannis Smaragdis (Grecia)
- Der König der Froschschenkel, regia di Wilhelm Hein (Germania)
- Die Langdon Connection, regia di Jörg Langkau (Germania)
- Latin Boys Go to Hell, regia di Ela Troyano (USA, Germania, Spagna, Giappone)
- Licensed to Kill, regia di Arthur Dong (USA)
- Life, regia di Lawrence Johnston (Australia)
- Love, etc., regia di Marion Vernoux (Francia)
- Loverfilm - Eine unkontrollierte Freisetzung von Information, regia di Michael Brynntrup (Germania)
- Madre e figlio (Mat i syn), regia di Aleksandr Sokurov (Russia, Germania)
- Marion, regia di Manuel Poirier (Francia)
- Mendel, regia di Alexander Røsler (Norvegia)
- Mirror, Mirror, regia di Baillie Walsh (Francia)
- Naar de klote!, regia di Aryan Kaganof (Paesi Bassi)
- Otsnebebis sasaplao, regia di Goga Khaindrava (Georgia)
- Pasáz, regia di Juraj Herz (Repubblica Ceca, Francia, Belgio)
- Portrait of a Lover as a Tired Man, regia di Miguel Barreda-Delgado (Germania)
- Scream, Teen, Scream, regia di Josh Rosenzweig (USA)
- Set It Off - Farsi notare (Set It Off), regia di F. Gary Gray (USA)
- Shampoo Horns, regia di Manuel Toledano (Spagna)
- Shooting the Breeze, regia di Christina Andreef (Australia)
- Sick: The Life & Death of Bob Flanagan, Supermasochist, regia di Kirby Dick (USA)
- Slaves to the Underground, regia di Kristine Peterson (USA)
- Song jia huang chao, regia di Mabel Cheung (Hong Kong, Giappone, Cina)
- Spindrift, regia di Simone Horrocks (Regno Unito)
- Sreda, regia di Victor Kossakovsky (Germania, Russia, Regno Unito, Finlandia, Danimarca)
- La stanza di Marvin (Marvin's Room), regia di Jerry Zaks (USA)
- Tänään, regia di Eija-Liisa Ahtila (Finlandia)
- Tian mi mi, regia di Peter Chan (Hong Kong)
- Tómbola, regia di Rafael Straga (Venezuela)
- Touched Alive, regia di Stephen Arthur (Canada)
- Truth and Dare - Ishmael Bernal, regia di Peter Kern (Germania)
- Tupamaros, regia di Rainer Hoffmann e Heidi Specogna (Germania, Svizzera)
- Twisted, regia di Seth Michael Donsky (USA)
- Der Unfisch, regia di Robert Dornhelm (Austria)
- Verrückt bleiben - verliebt bleiben, regia di Elfi Mikesch (Germania)
- The Viper, regia di Jacob Burckhardt (USA)
- Visiting Desire, regia di Beth B (USA)
- Whacked, regia di Rolf Gibbs (USA)
- Yume no ginga, regia di Gakuryū Ishii (Giappone)

### Forum
- Afriques: Comment ça va avec la douleur?, regia di Raymond Depardon (Francia)
- Amor fati, regia di Sophie Kotanyi e Zsolt Kotányi (Ungheria, Germania, Belgio)
- Amsterdam Global Village, regia di Johan van der Keuken (Paesi Bassi)
- Bella Italia - Zuflucht auf Widerruf, regia di Peter Voigt (Germania)
- Black Kites, regia di Jo Andres (USA)
- Brand, regia di Matthias Ehlert e Lutz Pehnert (Germania)
- Una breve giornata di lavoro (Krótki dzien pracy), regia di Krzysztof Kieślowski (Polonia)
- Calling the Ghosts, regia di Mandy Jacobson e Karmen Jelincic (USA, Croazia)
- Carlota Joaquina: Princesa do Brazil, regia di Carla Camurati (Brasile)
- O Cego que Gritava Luz, regia di João Batista de Andrade (Brasile)
- Chukje, regia di Im Kwon-taek (Corea del Sud)
- Close-Up Long Shot, regia di Mamhoud Chokrollahi e Moslem Mansouri (Francia)
- Como Nascem os Anjos, regia di Murilo Salles (Brasile)
- Crede mi, regia di Bia Lessa e Danny Roland (Brasile)
- Curve aggraziate (Naisenkaari), regia di Kiti Luostarinen (Finlandia)
- Dai lap mat tam 008, regia di Stephen Chow e Vincent Kok (Hong Kong)
- Devil's Island (Djöflaeyjan), regia di Friðrik Þór Friðriksson (Islanda, Germania, Norvegia, Danimarca)
- Doces Poderes, regia di Lúcia Murat (Brasile)
- Dwaejiga umul-e ppajin nal, regia di Hong Sang-soo (Corea del Sud)
- Dyngyldai, regia di Gerd Conradt e Daniela Schulz (Germania)
- Eich Hifsakti L'fahed V'lamadeti L'ehov et Arik Sharon, regia di Avi Mograbi (Israele)
- Emile Habibi - Niszarty B'Haifa, regia di Dalia Karpel (Israele)
- Exil Shanghai, regia di Ulrike Ottinger (Israele, Germania)
- Focus, regia di Satoshi Isaka (Giappone)
- For Daniel, regia di Ernie Gehr (USA)
- Frau Siebert und ihre Schüler, regia di Hans-Dieter Grabe (Germania)
- Frost, regia di Fred Kelemen (Germania)
- Fuck Hamlet, regia di Cheol-Mean Whang (Germania)
- Fun Bar Karaoke, regia di Pen-Ek Ratanaruang (Thailandia)
- Gei tao wang zhe de qia qia, regia di Tsai-sheng Wang (Taiwan)
- Gallivant, regia di Andrew Kötting (Regno Unito)
- Good Sister/Bad Sister, regia di Liza Johnson (USA)
- Goo waak zai 3: Jek sau je tin, regia di Wai-Keung Lau (Hong Kong)
- Himitsu no hanazono, regia di Shinobu Yaguchi (Giappone)
- Illtown, regia di Nick Gomez (USA)
- In der glanzvollen Welt des Hotel Adlon, regia di Percy Adlon (Germania)
- Isle of Lesbos, regia di Jeff B. Harmon (USA)
- Jag är din krigare, regia di Stefan Jarl (Svezia, Danimarca)
- Jenseits des Krieges, regia di Ruth Beckermann (Austria)
- Kahini, regia di Malay Bhattacharya (India)
- Katharina & Witt, Fiction & Reality, regia di Mariola Brillowska e Charles Kissing (Germania)
- Little Shots of Happiness, regia di Todd Verow (USA)
- I magi randagi, regia di Sergio Citti (Italia, Francia, Germania)
- Man Who Couldn't Feel and Other Tales, regia di Joram ten Brink (Regno Unito)
- Das Medium ist die Botschaft, regia di Dietmar Hochmuth (Germania)
- Memoria, regia di Ruggero Gabbai (Italia)
- Memories (Memorīzu), regia di Kōji Morimoto, Tensai Okamura e Katsuhiro Ōtomo (Giappone)
- Mini händ wärdid rucher,immer rucher, regia di Rudolf Barmettler (Germania)
- Moebius, regia di Gustavo Mosquera R. (Argentina)
- Moi fatigué debout, moi couché, regia di Jean Rouch (Francia, Niger)
- MURDER and murder, regia di Yvonne Rainer (USA)
- Nach Saison, regia di Pepe Danquart e Mirjam Quinte (Germania)
- Nemuru otoko, regia di Kōhei Oguri (Giappone)
- Nobody's Business, regia di Alan Berliner (USA)
- Obyknovennyy prezident, regia di Yuriy Khashchevatskiy (Bielorussia)
- Ösge vacht, regia di Husseyn Mechtiew (Azerbaigian)
- Persistence, regia di Daniel Eisenberg (Germania)
- Picado fino, regia di Esteban Sapir (Argentina)
- Der Platz, regia di Uli M. Schüppel (Germania)
- Polnische Passion, regia di Stanislaw Mucha (Germania)
- Reprise, regia di Hervé Le Roux (Francia)
- Robert Altman's Jazz '34, regia di Robert Altman (USA)
- Das Schloss, regia di Michael Haneke (Germania, Austria)
- Sechinku, regia di Yim Soon-rye (Corea del Sud)
- O Sertão das Memórias, regia di José Araújo (Brasile)
- Solidarity Song: The Hanns Eisler Story, regia di Larry Weinstein (Germania, Canada)
- They Teach Us How to Be Happy, regia di Peter von Gunten (Svizzera)
- Tunnu Ki Tina, regia di Paresh Kamdar (India)
- Um Céu de Estrelas, regia di Tata Amaral (Brasile)
- Vozvrashchenie Bronenostsa, regia di Gennadi Poloka (Russia, Bielorussia)
- Was geht Euch mein Leben an: Marieluise, regia di Barbara e Winfried Junge (Germania)
- Wiedersehen in Hildburghausen, regia di Rainer Hartleb (Germania)
- Wittstock, Wittstock, regia di Volker Koepp (Germania)
- Yi sheng yi tai xi, regia di Allen Fong (Hong Kong, Cina)
- Yndio do Brasil, regia di Sylvio Back (Brasile)
- Zakasnjalo palnolunie, regia di Eduard Sachariev (Bulgaria, Ungheria)

### Kinderfilmfest/14plus
- The Animator, regia di Bryony, Cadi e Linnhe Catlow (Regno Unito)
- Aprikoser, regia di Lotta e Uzi Geffenblad (Svezia)
- Bokuchan no senjou, regia di Yutaka Osawa (Giappone)
- Busters verden, regia di Bille August (Danimarca)
- Dinner for Two, regia di Janet Perlman (Canada)
- Dizzy, lieber Dizzy, regia di Steffi Kammermeier (Germania)
- The End of the World Man, regia di Bill Miskelly (Irlanda)
- Der Flug des Albatros, regia di Werner Meyer (Germania, Nuova Zelanda)
- Goal Atzmi, regia di Sivan Arbel e Ran Carmeli (Israele)
- La grande migration, regia di Iouri Tcherenkov (Francia)
- Hasenherz, regia di Gunter Friedrich (Germania Est)
- Het zakmes, regia di Ben Sombogaart (Paesi Bassi)
- 'Imûhar', une légende, regia di Jacques Dubuisson (Francia, Niger)
- Kalle Blomkvist - Mästerdetektiven lever farligt, regia di Göran Carmback (Svezia)
- Kan du vissla Johanna?, regia di Rumle Hammerich (Svezia)
- Kiseye Berendj, regia di Mohammad-Ali Talebi (Giappone, Iran)
- Kotyonok, regia di Ivan Popov (Russia)
- Kratka, regia di Pawel Lozinski (Polonia)
- Kukolka, regia di Isaakas Fridbergas (Unione Sovietica)
- Lorenz im Land der Lügner, regia di Jürgen Brauer (Germania, Lussemburgo)
- Lukás, regia di Otakar Kosek (Cecoslovacchia)
- Maja Steinansikt, regia di Lars Berg (Norvegia)
- Manganinnie, regia di John Honey (Australia)
- Ørnens øje, regia di Peter Flinth (Danimarca)
- O, xiangxue, regia di Haowei Wang (Cina)
- Ozonfisk, regia di Ingebjørg Torgersen (Norvegia)
- The Pear Bottle, regia di John Paul Tansey (Irlanda)
- Tic Tac, regia di Rosa Vergés (Spagna)
- Tutta la luna (The Whole of the Moon), regia di Ian Mune (Canada, Nuova Zelanda)
- When I Grow Up I Want to Be a Tiger, regia di An Vrombaut (Regno Unito, Germania)
- Wo ye you ba ba, regia di Shuqin Huang (Cina)
- Wrony, regia di Dorota Kędzierzawska (Polonia)
- Zugvögel, regia di Christina Schindler (Germania)

### Retrospettiva
- Accadde il 20 luglio (Es geschah am 20. Juli), regia di Georg Wilhelm Pabst (Germania Ovest)
- Alto in basso, Dall (Du haut en bas), regia di Georg Wilhelm Pabst (Francia, Germania)
- Der andere Blick, regia di Johanna Heer e Werner Schmiedel (Austria)
- L'Atlantide (Die Herrin von Atlantis), regia di Georg Wilhelm Pabst (Germania)
- L'Atlantide (L'Atlantide), regia di Jacques Feyder (Francia, Belgio)
- Il bandito della Casbah (Pépé le Moko), regia di Julien Duvivier (Francia)
- Bolero (Rosen für Bettina), regia di Georg Wilhelm Pabst (Germania Ovest)
- Borderline, regia di Kenneth MacPherson (Regno Unito)
- Capitan Barbablù (A Girl in Every Port), regia di Howard Hawks (USA)
- Cette nuit-là, regia di Georg Wilhelm Pabst e Marc Sorkin (Germania)
- Le charme des fleurs, regia di Gaston Velle (Francia)
- I commedianti (Komödianten), regia di Georg Wilhelm Pabst (Germania)
- Condannata a morte (Das Bekenntnis der Ina Kahr), regia di Georg Wilhelm Pabst (Germania Ovest)
- Cose da pazzi, regia di Georg Wilhelm Pabst (Italia)
- Crisi (Abwege), regia di Georg Wilhelm Pabst (Germania)
- Delhi grande ville de l'Inde supérieure, regia di Louis Ralph (Francia)
- Deutschösterreich ist und bleibt Republik, regista non conosciuto (Austria)
- Dirnentragödie, regia di Bruno Rahn (Germania)
- Don Chisciotte (Don Quixote), regia di Georg Wilhelm Pabst (Regno Unito, Francia)
- Il dramma di Shanghai (Le drame de Shanghaï), regia di Georg Wilhelm Pabst (Francia)
- Duello con la morte (Duell mit dem Tod), regia di Paul May (Austria)
- Un eroe moderno (A Modern Hero), regia di Georg Wilhelm Pabst (USA)
- Fra i boschi e fra i prati (Durch die Wälder durch die Auen), regia di Georg Wilhelm Pabst (Germania Ovest)
- Geheimnisse einer Seele, regia di Georg Wilhelm Pabst (Germania)
- Der gelbe Schein, regia di Eugen Illés, Victor Janson e Paul L. Stein (Germania)
- Das Geschenk des Inders, regia di Louis Ralph (Germania)
- Il Giglio nelle tenebre (Die Liebe der Jeanne Ney), regia di Georg Wilhelm Pabst (Germania)
- G.W. Pabst oder das Prinzip Hoffnung, regia di Fred Gehler e Ullrich Kasten (Germania)
- Hunger in Waldenburg, regia di Phil Jutzi (Germania)
- Krestjane, regia di Fridrich Ėrmler (Unione Sovietica)
- Luise Millerin, regia di Carl Froelich (Germania)
- Madame hat Ausgang, regia di Wilhelm Thiele (Francia, Germania)
- Mekhanika golovnogo mozga, regia di Vsevolod Pudovkin (Unione Sovietica)
- Miss Europa (Prix de beauté (Miss Europe)), regia di Augusto Genina (Francia)
- The Mistress of Atlantis, regia di Georg Wilhelm Pabst (Germania)
- L'opera da tre soldi (Die 3 Groschen-Oper), regia di Georg Wilhelm Pabst (Germania)
- L'opéra de quat'sous, regia di Georg Wilhelm Pabst (Germania, USA)
- Pabst wieder sehen, regia di Wolfgang Jacobsen, Martin Koerber e René Perraudin (Germania)
- Paracelsus, regia di Georg Wilhelm Pabst (Germania)
- La passione di Giovanna d'Arco (La passion de Jeanne d'Arc), regia di Carl Theodor Dreyer (Francia)
- Il processo (Der Prozeß), regia di Georg Wilhelm Pabst (Austria)
- Profondità misteriose (Geheimnisvolle Tiefe), regia di Georg Wilhelm Pabst (Austria)
- Ragazze in pericolo (Jeunes filles en détresse), regia di Georg Wilhelm Pabst (Francia)
- Rozina sebranec, regia di Otakar Vávra (Cecoslovacchia)
- Salonicco, nido di spie (Mademoiselle Docteur), regia di Georg Wilhelm Pabst (Francia)
- Lo scandalo di Eva (Skandal um Eva), regia di Georg Wilhelm Pabst (Germania)
- Seine Hoheit, der Eintänzer, regia di Karl Leiter (Austria)
- La straniera (L'esclave blanche), regia di Marc Sorkin (Francia)
- Tagebuch einer Verlorenen, regia di Georg Wilhelm Pabst (Germania)
- La terra trema, regia di Luchino Visconti (Italia)
- Il tesoro (Der Schatz), regia di Georg Wilhelm Pabst (Germania)
- La tragedia della miniera (Kameradschaft), regia di Georg Wilhelm Pabst (Germania, Francia)
- La tragedia di Pizzo Palù (Die weiße Hölle vom Piz Palü), regia di Arnold Fanck e Georg Wilhelm Pabst (Germania)
- L'ultimo atto (Der letzte Akt), regia di Georg Wilhelm Pabst (Germania Ovest, Austria)
- La via senza gioia (Die freudlose Gasse), regia di Georg Wilhelm Pabst (Germania)
- La voce del silenzio, regia di Georg Wilhelm Pabst (Italia, Francia)
- Westfront (Westfront 1918: Vier von der Infanterie), regia di Georg Wilhelm Pabst (Germania)

## Premi

### Premi della giuria internazionale
- Orso d'oro per il miglior film: Larry Flynt - Oltre lo scandalo di Miloš Forman
- Orso d'argento per il miglior regista: Eric Heumann per Viaggio a titolo privato
- Orso d'argento per la migliore attrice: Juliette Binoche per Il paziente inglese
- Orso d'argento per il miglior attore: Leonardo DiCaprio per Romeo + Giulietta di William Shakespeare
- Orso d'argento per il miglior contributo artistico: Raúl Ruiz per la regia di Genealogia di un crimine
- Orso d'argento per il miglior contributo singolo: Zbigniew Preisner per le musiche di L'isola in via degli Uccelli
- Orso d'argento, gran premio della giuria: Il fiume di Tsai Ming-liang
- Menzione d'onore:

Jordan Kiziuk per la promettente interpretazione di un giovane attore in L'isola in via degli Uccelli
Anna Wielgucka per la promettente interpretazione di una giovane attrice in Panna Nikt
Das Leben ist eine Baustelle di Wolfgang Becker
Bus in viaggio di Spike Lee
- Premio Alfred Bauer: Romeo + Giulietta di William Shakespeare di Baz Luhrmann
- Premio l'angelo azzurro: Segreti del cuore di Montxo Armendáriz
- Orso d'oro per il miglior cortometraggio: Senaste Nytt di Per Carleson
- Orso d'argento, premio della giuria (cortometraggi): Late at Night di Stefanie Jordan, Stefanie Saghri e Claudia Zoller

### Premi onorari
- Orso d'oro alla carriera: Kim Novak
- Berlinale Kamera: Lauren Bacall, Ann Hui, Armin Mueller-Stahl, Franz Seitz Jr.

### Premi della Children's Jury
- Orso di cristallo per il miglior film: Der Flug des Albatros di Werner Meyer
- Menzione speciale: Tutta la luna di Ian Mune
- Orso di cristallo per il miglior cortometraggio: La grande migration di Iouri Tcherenkov
- Menzione speciale: Ozonfisk di Ingebjørg Torgersen

### Premi delle giurie indipendenti
- Peace Film Award: Nach Saison di Pepe Danquart e Mirjam Quinte
- Premio Caligari: Nobody's Business di Alan Berliner
- Premio Wolfgang Staudte: O Sertão das Memórias di José Araújo
- Panorama Award of the New York Film Academy: Spindrift di Simone Horrocks
- Teddy Award:
  - Miglior lungometraggio: All Over Me di Alex Sichel
  - Miglior documentario: MURDER and murder di Yvonne Rainer
  - Miglior cortometraggio: Heldinnen der Liebe di Lily Besilly e Nathalie Percillier
  - Premio dei lettori di Siegessäule: All Over Me di Alex Sichel
  - Premio speciale: Romy Haag